# Pobeda (Unternehmen)
Pobeda (bulgarisch Победа; dt. Sieg) ist ein Unternehmen mit Sitz im bulgarischen Burgas. Pobeda der größte bulgarischer Hersteller für Süßwaren mit über 500 Beschäftigten.

## Geschichte
1921 gründete Awram Tschaliowski in Burgas eine Zuckerraffinerie als zweites Standbein seines „Industriellen Hauses für die Produktion von Süßigkeiten, Pflanzenöle, Halva, Kakao, Schokolade, Biskuits, Karamell und weiteres“. 1929 lagerte er die Produktionsstätte in Burgas aus und gründete mit der Fabrik für Süßwaren und Pflanzenöl den Vorgänger des heutigen Süßwarenherstellers Pobeda. In den folgenden Jahren wurde die Fabrik von den Nachkommen von Tschaliowski geleitet.
Nach der Übernahme der Macht durch die BKP wurde die Fabrik in der zweiten Hälfte der 1940er Jahre verstaatlicht. 1998 wurde sie privatisiert. Von 1998 bis 2006 war Dimitar Nikolow Geschäftsführer von Pobeda.

## Produkte (Auswahl)
- Zakuska (Kekse)
- Izgrev (Kekse)
- Everest (gefüllte Waffeln)
- Merita (gefüllte Waffeln)
- Navona (Kekse)
- Anelia (Kekse)
- Frigate (Kekse)
- Super Bravo (Minikuchen)
- Чернонорец/Chernomorets (Pralinen)
- Forza (Croissants mit Füllung)
- Bumi (Croissants mit Füllung)
- Crackers und Minicrackers